# Waylon Jennings
Waylon Jennings (Littlefield, Texas, 15 de junho de 1937 – Chandler, Arizona, 13 de fevereiro de 2002) foi um cantor estadunidense de música country.

## Discografia
- 1964 - Waylon' Jennings at JD's
- 1966 - Folk Country
- 1966 - Leavin' Town
- 1966 - Nashville Rebel
- 1967 - Waylon Sings of Harlan
- 1967 - Love of the Common People
- 1968 - Hanging on
- 1968 - Only the Greatest
- 1968 - Jewels
- 1969 - Just to Satisfy You
- 1969 - Country Folk
- 1970 - Waylon
- 1970 - Don't Think Twice
- 1970 - Ned Kelly
- 1970 - Singer of Sad Songs
- 1971 - The Taker/Tulsa
- 1971 - Cedartown, Georgia
- 1972 - Good Hearted Woman
- 1972 - Ladies Love Outlaws
- 1973] - Lonesome, On'ry And Mean
- 1973 - Honky Tonk Heroes
- 1974 - This Time
- 1974 - The Ramblin' Man
- 1974 - Dreaming My Dreams
- 1976 - Mackintosh & TJ.
- 1976 - Are You Ready for the Country
- 1976 - Waylon Live
- 1977 - Ol' Waylon
- 1978 - Waylon & Willie
- 1978 - White Mansions
- 1978 - I've Always Been Crazy
- 1979 - Greatest Hits
- 1979 - What Goes Around Comes Around
- 1980 - Music Man
- 1981 - Leather and Lace
- 1982 - Black on Black
- 1982 - WW II
- 1983 - It's Only Rock and Roll
- 1983 - Waylon and Company
- 1984 - Never Could Toe the Mark
- 1985 - Ol' Waylon sings Ol' Hank
- 1985 - Turn the Page (1985)
- 1986 - Sweet Mother Texas
- 1986 - Will the Wolf Survive
- 1987 - Hangin' Tough
- 1987 - A Man Called Hoss
- 1988 - Full Circle
- 1989 - New Classic Waylon
- 1990 - The Eagle
- 1991 - Clean Shirt
- 1992 - Too Dumb for New York City, Too Ugly for LA
- 1993 - Cowboys, Sisters, Rascals and Dirt
- 1996 - Right for the Time